# Windhorse Riders
Windhorse Riders je čtvrtá nahrávka Davida Hykese. Jedná se o sólovou nahrávku, kde Hykes spolupracuje s íránským perkusionistou Djamchidem Chemiranim. Na této nahrávce chtěl David Hykes hlouběji prozkoumat vztah mezi alivkotním zpěvem a rytmem a ačkoliv i na dřívějších nahrávkách se bicí nástroje občas objevily, zde mají poprvé funkci rovnocennou sólovému hlasu. Poprvé se zde také objevují zhudebněné původní básnické texty. Jsou to jednak básně islámského básníka Rúmího a také básně, které Hykes napsal pro album sám. Poprvé Hykes používá také samplovaného hlasu, konkrétně ve skladbě Right at the Time. Skladby na tomto albu jsou také povětšinou mnohem kratší než na albech minulých, celkově se jedná o přístupnější nahrávku, zvukově mnohem blíží takzvané worldmusic. Ve spolupráci s Djamchidem Chemiranim Hykes pokračoval ještě na následujícím albu Let the Lover Be.

## Seznam skladeb
1. Raised by a Power 8:56
2. Shaman's Column 7:45
3. Crossing Over 12:52
4. Right at the time 2:46
5. Flock of Hands 3:43
6. Windhorse Riders 7.08
7. ...The Unknown, Now... 3:07
8. Just Between Ourselves 6:38
9. A Quiet Place in a Quiet Time 9:04

## Hudebníci
- David Hykes - zpěv, tanbura, brumle, samply
- Djamchid Chemirani - zarb
- Zameer Ahmed - tabla
- Eric Barret - zpěv